# Benito Atzei
Benito Atzei (Gonnostramatza, 1º marzo 1934 – Rocca Canavese, 8 ottobre 1982) è stato un carabiniere italiano, ucciso durante un conflitto a fuoco con alcuni militanti di Potere Rosso, una emanazione delle Brigate Rosse-Partito Guerriglia.

## Biografia
Arruolatosi nell'arma dei Carabinieri, Benito Atzei era stato assegnato con il grado di vicebrigadiere come responsabile alla stazione di Corio, in Piemonte, dove viveva con la famiglia.

### L'omicidio
L'8 ottobre 1982 Atzei, di servizio col carabiniere ausiliario Giovanni Bertello ad un posto di blocco a Rocca Canavese (Frazione Remondato) lungo la strada per Caselle Torinese, fermò per controlli una Renault 5 a bordo della quale vi erano alcuni militanti delle Brigate Rosse. Altri terroristi erano su una Citroën Dyane che precedeva la Renault. Le auto trasportavano un importante capo-terrorista.
I terroristi spararono dalle auto, uccidendo il vicebrigadiere Atzei e ferendo Bertello, quindi si impadronirono delle armi dei carabinieri e fuggirono con un'altra auto, abbandonando la Renault 5.
Atzei morì durante la corsa disperata in ospedale.
L'omicidio fu rivendicato da una telefonata ricevuta dalla redazione del quotidiano La Stampa: "Qui Potere Rosso. Rivendichiamo noi l'annientamento e il disarmo alla squadretta dei carabinieri di Corio".
Gli assassini vennero individuati due giorni dopo l'omicidio, grazie al fatto che l'automobile abbandonata era di proprietà di uno di loro.
Il suo corpo riposa presso il cimitero di Corio.

### Il processo
I terroristi (Giuseppe Potenza, Fiore De Mattia, Giuseppe Scirocco e Roberto Tua), che appartenevano alle Brigate Rosse-Partito della Guerriglia, sottogruppo Potere Rosso, vennero condannati il 26 febbraio del 1985 dalla corte d'assise di Torino.

## Onorificenze
- A Benito Atzei è stata intitolata la Caserma dei Carabinieri di Via Guido Reni a Torino